# Edoardo Plantageneto, XVII conte di Warwick
Edoardo Plantageneto (Warwick, 25 febbraio 1475 – Torre di Londra, 28 novembre 1499) è stato un principe inglese e 17º conte di Warwick.

## Biografia
Era figlio del principe Giorgio Plantageneto, I duca di Clarence e della moglie Isabella Neville.
Appartenne quindi a quel Casato di York che per anni combatté contro il rivale Casato dei Lancaster per sedere sul trono inglese. La guerra delle due rose terminò quando Enrico Tudor, imparentato con i Lancaster, sposò Elisabetta di York e cinse la corona inglese divenendo re col nome di Enrico VII d'Inghilterra.
Edoardo nacque nel castello di Warwick, la casa di famiglia di sua madre Isabella Neville, figlia maggiore del conte di Warwick Richard Neville, XVI conte di Warwick. Nel 1478 suo padre venne condannato a morte per alto tradimento mentre suo cugino Edoardo V d'Inghilterra venne deposto nel 1483.
Dopo la morte del figlio di Riccardo III d'Inghilterra, Edoardo di Middleham, principe di Galles nel 1484, Edoardo venne formalmente nominato erede al trono - forse grazie all'influenza della regina Anna Neville, sua zia, che lo aveva adottato.
Tuttavia, non appena la regina morì, il re chiamò come erede il figlio di sua sorella Elisabetta di York, l'adulto John de la Pole, I conte di Lincoln.
Come ammise nel 1955 lo storico statunitense Paul Murray Kendall "Warwick... sembra essere stato quello che in epoca attuale sarebbe chiamato un bambino ritardato." Lo storico inglese Jeremy Potter arrivò alla stessa conclusione nel 1983. Re Riccardo quindi lo nominò suo erede temporaneamente solo per compiacere la regina morente, che sopravvisse alla morte del proprio figlio meno di un anno.
Dopo la morte di Re Riccardo nel 1485, Edoardo fu tenuto prigioniero nella Torre di Londra da Enrico VII.
Nel 1492 ricevette formalmente il titolo di conte di Warwick dopo la morte della nonna materna Anne de Beauchamp.
Rimase prigioniero fino al 1499 quando fecero la loro comparsa sulla scena Lambert Simnel e Perkin Warbeck, che pretendevano di essere i legittimi eredi al trono al posto di Enrico VII Tudor. Temendo una trama per far evadere il prigioniero, Enrico fece accusare di alto tradimento Warwick e lo condannò a morte.
Sulla decisione di eliminare Edoardo forse pesarono le pressioni di Ferdinando II d'Aragona e Isabella di Castiglia, la cui figlia, Caterina d'Aragona, venne promessa in sposa al primogenito di Enrico ed erede al trono Arturo Tudor.
Anni dopo Caterina dichiarò di sentirsi in colpa per la morte di Warwick e sostenne che tutte le pene subite costituirono una punizione divina per quell'omicidio (ella infatti venne ripudiata anni dopo dal secondo marito Enrico VIII d'Inghilterra per non essere riuscita a generare un erede al trono).
Alla morte di Edoardo i Plantageneti si estinsero per via maschile.

## Ascendenza
|                                            |                                       |                                             | Genitori                                   |  |  | Nonni |  |  | Bisnonni                                      |  |  | Trisnonni                            |  |
|                                            |                                       |                                             |                                            |  |  |       |  |  | Riccardo Plantageneto, III conte di Cambridge |  |  | Edmondo Plantageneto, I duca di York |  |
|                                            |                                       |                                             |                                            |  |  |       |  |  | Riccardo Plantageneto, III conte di Cambridge |  |  | Edmondo Plantageneto, I duca di York |  |
|                                            |                                       | Isabella di Castiglia, Duchessa di York     |                                            |  |  |       |  |  | Riccardo Plantageneto, III conte di Cambridge |  |  |                                      |  |
| Riccardo Plantageneto, III duca di York    |                                       |                                             |                                            |  |  |       |  |  | Riccardo Plantageneto, III conte di Cambridge |  |  |                                      |  |
|                                            |                                       | Anna Mortimer                               | Ruggero Mortimer, IV conte di March        |  |  |       |  |  |                                               |  |  |                                      |  |
|                                            |                                       | Anna Mortimer                               | Ruggero Mortimer, IV conte di March        |  |  |       |  |  |                                               |  |  |                                      |  |
|                                            |                                       | Anna Mortimer                               | Alianore Holland                           |  |  |       |  |  |                                               |  |  |                                      |  |
| Giorgio Plantageneto, I duca di Clarence   |                                       | Anna Mortimer                               |                                            |  |  |       |  |  |                                               |  |  |                                      |  |
|                                            |                                       | Ralph Neville, I conte di Westmorland       | John Neville, III barone Neville di Raby   |  |  |       |  |  |                                               |  |  |                                      |  |
|                                            |                                       | Ralph Neville, I conte di Westmorland       | John Neville, III barone Neville di Raby   |  |  |       |  |  |                                               |  |  |                                      |  |
|                                            |                                       | Ralph Neville, I conte di Westmorland       | Maud Percy                                 |  |  |       |  |  |                                               |  |  |                                      |  |
| Cecily Neville                             |                                       | Ralph Neville, I conte di Westmorland       |                                            |  |  |       |  |  |                                               |  |  |                                      |  |
|                                            |                                       | Joan Beaufort, contessa di Westmorland      | Giovanni Plantageneto, I duca di Lancaster |  |  |       |  |  |                                               |  |  |                                      |  |
|                                            |                                       | Joan Beaufort, contessa di Westmorland      | Giovanni Plantageneto, I duca di Lancaster |  |  |       |  |  |                                               |  |  |                                      |  |
|                                            |                                       | Joan Beaufort, contessa di Westmorland      | Katherine Swynford                         |  |  |       |  |  |                                               |  |  |                                      |  |
| Edoardo Plantageneto                       |                                       | Joan Beaufort, contessa di Westmorland      |                                            |  |  |       |  |  |                                               |  |  |                                      |  |
|                                            | Richard Neville, V conte di Salisbury | Ralph Neville, I conte di Westmorland       |                                            |  |  |       |  |  |                                               |  |  |                                      |  |
|                                            | Richard Neville, V conte di Salisbury | Ralph Neville, I conte di Westmorland       |                                            |  |  |       |  |  |                                               |  |  |                                      |  |
|                                            | Richard Neville, V conte di Salisbury | Joan Beaufort, contessa di Westmorland      |                                            |  |  |       |  |  |                                               |  |  |                                      |  |
| Richard Neville, XVI conte di Warwick      | Richard Neville, V conte di Salisbury |                                             |                                            |  |  |       |  |  |                                               |  |  |                                      |  |
|                                            |                                       | Alice Montacute                             | Thomas Montacute, IV conte di Salisbury    |  |  |       |  |  |                                               |  |  |                                      |  |
|                                            |                                       | Alice Montacute                             | Thomas Montacute, IV conte di Salisbury    |  |  |       |  |  |                                               |  |  |                                      |  |
|                                            |                                       | Alice Montacute                             | Eleanor Holland                            |  |  |       |  |  |                                               |  |  |                                      |  |
| Isabella Neville                           |                                       | Alice Montacute                             |                                            |  |  |       |  |  |                                               |  |  |                                      |  |
|                                            |                                       | Richard de Beauchamp, XIII conte di Warwick | Thomas de Beauchamp, XII conte di Warwick  |  |  |       |  |  |                                               |  |  |                                      |  |
|                                            |                                       | Richard de Beauchamp, XIII conte di Warwick | Thomas de Beauchamp, XII conte di Warwick  |  |  |       |  |  |                                               |  |  |                                      |  |
|                                            |                                       | Richard de Beauchamp, XIII conte di Warwick | Margaret Ferrers                           |  |  |       |  |  |                                               |  |  |                                      |  |
| Anne de Beauchamp, XVI contessa di Warwick |                                       | Richard de Beauchamp, XIII conte di Warwick |                                            |  |  |       |  |  |                                               |  |  |                                      |  |
|                                            |                                       | Isabel le Despenser                         | Thomas le Despenser, I conte di Gloucester |  |  |       |  |  |                                               |  |  |                                      |  |
|                                            |                                       | Isabel le Despenser                         | Thomas le Despenser, I conte di Gloucester |  |  |       |  |  |                                               |  |  |                                      |  |
|                                            |                                       | Isabel le Despenser                         | Costanza di York                           |  |  |       |  |  |                                               |  |  |                                      |  |
|                                            |                                       | Isabel le Despenser                         |                                            |  |  |       |  |  |                                               |  |  |                                      |  |